# Gamma Virginis
Gamma Virginis (γ Vir, Porrima) – gwiazda w gwiazdozbiorze Panny, odległa od Słońca o 38 lat świetlnych.

## Nazwa
Gwiazda ma nazwę własną Porrima, wywodzącą się z mitologii rzymskiej. Została nazwana imieniem bogini przepowiedni, siostry Karmenty. Arabowie znali ją pod nazwą ‏زاوية العوى‎ zāwiat al ʽawwā᾽, „kąt” lub „róg szczekającego”, która odnosi się do asteryzmu złożonego z części gwiazd greckiej Panny. W atlasie Antonína Bečvářa przypisana jest jej nazwa Arich o nieznanym pochodzeniu. Międzynarodowa Unia Astronomiczna w 2017 roku formalnie zatwierdziła użycie nazwy Porrima dla określenia tej gwiazdy.

## Charakterystyka obserwacyjna
Jest to gwiazda podwójna, druga co do jasności gwiazda Panny. Obserwowana wielkość gwiazdowa dwóch składników Gamma Virginis to 3,44m oraz 3,5m, a całego systemu 2,7m. Można je rozdzielić przez amatorski teleskop optyczny. Poruszając się po orbitach wokół środka masy z okresem 169 lat, gwiazdy najbardziej zbliżyły się w 2005 roku. W 2017 roku dzieliło je 2,6 sekundy kątowej, a ich odległość zmienia się od 0,35″ do 6″.

## Charakterystyka fizyczna
Oba składniki to żółtobiałe karły, gwiazdy ciągu głównego należące do typu widmowego F. Ich temperatury to około 7100 K, a jasność jest około czterokrotnie większa niż Słońca. Ich masy to około 1,4 M☉, a promienie są równe około 1,2 R☉. W przestrzeni składniki dzieli odległość zmieniająca się od 5 do 81 au. Są to młode gwiazdy, system ma około 1,7 miliarda lat. W ich wnętrzach trwa synteza wodoru w hel; ze względu na masę gwiazd, cykl węglowo-azotowo-tlenowy dominuje w nich nad cyklem protonowym.
Gamma Virginis ma kilka towarzyszek optycznych. Najbliższe z nich składniki oznaczone C i D mają inny ruch własny i nie są związane grawitacyjnie z Porrimą.